# The Trail of the Law (film 1924)
The Trail of the Law è un film muto del 1924 diretto da Oscar Apfel. Distribuito dalla Producers Security Corporation, uscì nelle sale il 25 gennaio 1924.

## Trama
Una ragazza, che vive con il padre in una zona pericolosa nei boschi del Maine, per sicurezza di giorno si traveste da maschio. Suo padre, ha giurato di vendicare la morte della moglie, uccisa qualche anno prima. Così, quando l'uomo si convince che l'assassino sia un vicino, è pronto a ucciderlo. Riesce a fermarlo Lytell, un giovane di città, che si è innamorato di sua figlia.

## Produzione
Il film fu prodotto dalla Biltmore Productions.

## Distribuzione
Distribuito dalla Producers Security Corporation, il film uscì nelle sale cinematografiche USA il 25 gennaio 1924.